# تپه هفت شیخان
تپه هفت شیخان مربوط به دوره اسلامی قرن ۶ تا ۸ ه.ق است و در شهرستان پیرانشهر، بخش مرکزی، دهستان لاهیجان، روستای سیلوه واقع شده است. این اثر در تاریخ ۳۰ دی ۱۳۸۵ با شمارهٔ ثبت ۱۶۸۴۲ به عنوان یکی از آثار ملی ایران به ثبت رسیده است.